# Alma Delia Cortés
Alma Delia Cortés (Tultitlán, Estado de México, 26 de diciembre de 1997) es una atleta mexicana y la primera representante de México en participar en los 5 mil metros de atletismo en los Juegos Olímpicos de París 2024.

## Trayectoria deportiva
En 2023, clasificó al Campeonato Mundial, en la categoría de los mil 500 metros, que se celebró en Belgrado, Serbia, convirtiéndose en la primera mexicana en hacerlo en la categoría. No obstante, quedó en el duodécimo lugar, mientras que durante el Mundial de Atletismo de Budapest se posicionó en el octavo lugar.
Durante los Juegos Olímpicos de París, la atleta fue eliminada durante la primera ronda de los 5 mil metros, pues concluyó en el lugar 18.

## Otras actividades
Cortés ingresó a la Secretaría de la Defensa Nacional y se tituló como licenciada en criminología.

## Palmarés
| Año  | Lugar             | Medalla           | Distancia | Competen cia                              |
| ---- | ----------------- | ----------------- | --------- | ----------------------------------------- |
| 2024 | Cuiabá, Brasil    | Medalla de oro    | 3000 mts  | Campeonato Iberoamericano                 |
| 2023 | Nueva York        | Medalla de oro    | 5000 mts  | Track Night NYC                           |
| 2023 | San Salvador      | Medalla de bronce | 5000 mts  | Juegos Centroamericanos y del Caribe 2023 |
| 2023 | Santiago de Chile | 4° lugar          | 1500 mts  | Juegos Panamericanos de 2023              |